# Norra Värmlands kontrakt
Norra Värmlands kontrakt är ett kontrakt inom Karlstads stift av Svenska kyrkan. Namnet var före 1 april 2015 Fryksdals och Älvdals kontrakt. 
Kontraktskoden är 0905.

## Administrativ historik
Kontraktet bildades 1632 när Mellansysslets kontrakt delades och hade namnet Fryksdals kontrakt och med från 1879 följande omfattning
- Sunne församling
- Östra Ämterviks församling
- Västra Ämterviks församling
- Gräsmarks församling
- Fryksände församling
- Lekvattnets församling
- Vitsands församling
- Östmarks församling
- Lysviks församling

2001 tillfördes från då upphörda Älvdals kontrakt och samtidigt namnändrades kontraktet till Fryksdals och Älvdals kontrakt
- Ekshärads församling
- Norra Råda församling som 2010 uppgick i Norra Råda-Sunnemo församling
- Sunnemo församling som 2010 uppgick i Norra Råda-Sunnemo församling
- Hagfors församling som 2006 uppgick i Hagfors-Gustav Adolfs församling
- Gustav Adolfs församling som 2006 uppgick i Hagfors-Gustav Adolfs församling
- Norra Ny församling som 2002 uppgick i Norra Ny-Nyskoga församling som 2010 uppgick i Övre Älvdals församling
- Nyskoga församling som 2002 uppgick i Norra Ny-Nyskoga församling som 2010 uppgick i Övre Älvdals församling
- Södra Finnskoga församling som 2010 uppgick i Övre Älvdals församling
- Dalby församling som 2010 uppgick i Övre Älvdals församling
- Norra Finnskoga församling som 2010 uppgick i Övre Älvdals församling

## Kontraktsprostar för Fryksdals kontrakt (1632 - 2000)
| Årtal i tjänst | Namn                                       | Födelseår och plats                     | Kyrkoherde i denna församling |
| -------------- | ------------------------------------------ | --------------------------------------- | ----------------------------- |
| 1632 - 1647    | Biskop Sveno Benedicti Elfdalius Camaenius |                                         |                               |
| 1648 - 1678    | Magnus Svenonis Mariaestadius              |                                         | Sunne                         |
| 1680 - 1689    | Johannes Johannis Iser d.ä.                |                                         | Sunne                         |
| 1689 - 1714    | Benedictus Jonae Aurenius                  |                                         | Ekshärad                      |
| 1714 - 1719    | Sveno Olavi Vigelius                       |                                         | Sunne                         |
| 1719 - 1729    | Andreas Piscator                           |                                         | Ekshärad                      |
| 1729 - 1737    | Johannes Johannis Iser d.y.                |                                         | Sunne                         |
| 1737 - 1739    | Matthias Danielis Kruse                    |                                         | Grava                         |
| 1739 - 1744    | Benedictus Piscator                        |                                         | Ekshärad                      |
| 1744 - 1755    | Laurentius Hesselgren                      |                                         | Sunne                         |
| 1755 - 1759    | Benedictus Piscator                        |                                         | Ekshärad                      |
| 1759 - 1773    | Petrus Ekman                               |                                         | Nor                           |
| 1773 - 1786    | Johan Fryxell                              |                                         | Sunne                         |
| 1786 - 1819    | Adolf Fredrik Kjellin                      |                                         | Sunne                         |
| 1819 - 1821    | Pehr Kölmark                               |                                         | Grava                         |
| 1821 - 1823    | Jonas Frykstedt                            |                                         | Sunne                         |
| 1823 - 1824    | Magnus Lagerlöf                            |                                         | Nyed                          |
| 1824 - 1829    | Olof Hassel                                |                                         | Brunskog                      |
| 1829 - 1832    | Nils Lidén (v. prost)                      |                                         |                               |
| 1832 - 1834    | Axel Fryxell                               | 1765-06-15                              | Sunne                         |
| 1834 - 1836    | Nils Lidén (v. prost)                      |                                         |                               |
| 1836 - 1848    | Anders Fryxell                             | 1795-02-05 i Edsleskog, Älvsborgs län.  | Sunne                         |
| 1848 - 1851    | Jonas Unger                                | 1834-02-05 i Gunnarskog, Värmlands län. | Brunskog                      |
| 1851 - 1875    | Adolf Fredrik Altahr                       |                                         | Nyed                          |
| 1875 - 1884    | Jonas Lindblom                             |                                         | Väse                          |
| 1884 - 1902    | Johan Nordenson                            |                                         | Karlskoga                     |
| 1902 - 1917    | Peter Werme                                | 1844-11-28 i Gunnarskog, Värmlands län. | Sunne                         |
| 1917 - 1922    | Johan Oskar Hagström                       | 1860-03-21 i Bettna, Södermanlands län. | V. Ämtervik                   |
| 1922 - 1944    | Otto Alfred Gunnelius                      | 1869-09-18 i Sunne, Värmlands län.      | Sunne                         |
| 1944 - 1957    | Frans Rudolf Fensby                        | 1890-10-04 i Holm, Älvsborgs län.       | Fryksände                     |
| 1957 - 1962    | Lars Gustaf Rune                           | 1908-06-24 i Grava, Värmlands län.      | Gräsmark                      |
| 1963 - 1975    | Josef Johnsson                             | 1909-12-22 i Sunne, Värmlands län.      | Lysvik                        |
| 1975 - 1985    | Bo Simonsson                               |                                         | Östmark                       |
| 1985 - 2000    | Jarl Eltenius                              | 1939-01-02 i Karlshamn, Blekinge län.   | Lysvik                        |